# Hans Thustrup Hansen
Hans O. Thustrup Hansen (født 17. april 1939) er en tidligere dansk politiker.
Han er uddannet cand.polit., har været amanuensis og har arbejdet som cheføkonom. Thustrup Hansen sad i Københavns Borgerrepræsentation 1962-1978 og 1998-2001 for Det Konservative Folkeparti. Fra 1978 til 1997 var han den første og sidste borgmester for Magistratens 6. afdeling. Dernæst var han kulturborgmester fra 1998 indtil 2001. I 2002 meldte han sig ud af sit gamle parti.
1. juli 1988 blev han Ridder af Dannebrog. Han har også modtaget Kong Frederik den IX.s mindemedalje, Den Civile Fortjenstorden, Forbundsrepublikken Tysklands Fortjenstorden, Uafhængighedsordenen og ærestegnet for Fortjenester.